# سيلفيان لاكومب
سيلفيان لاكومب هو مهندس كندي، ولد في 15 مارس 1968 في تيربون في كندا.